# Bolu
Bolu (en grec: Βιθύνιον/Vithínion, en llatí Bithynium o Claudiopolis) és una ciutat a Turquia, centre administratiu de la província de Bolu. La població és de 84.565 habitants (2000). El 1955 la ciutat tenia 11.884 habitants.
Bolu és a la vella autopista des d'Istanbul fins a Ankara, que franqueja el Mont Bolu, mentre que l'autopista nova passa a través del túnel del Mont Bolu, per sota la ciutat. A 37 km al sud-oest hi ha el bonic llac Abant.

## Història

### Antiguitat
Bolu fou un dels regnes hitites al voltant de 2000 aC. Més tard, el 500 aC, es convertiria en una de les principals ciutats del Regne de Bitínia. Estrabó (XII, 4, 7) menciona que una ciutat hel·lenística, Bitinium (llatí Bithynium després en grec i llatí Claudiopolis), famosa per a les seves pastures i formatge, que segons Pausanias (VIII, 9) era fundat per arcadians vinguts des de Mantinea.
A l'antiga Roma, com ho demostren les seves monedes, la ciutat s'anomenava comunament Claudiopolis després de l'emperador Claudi. Era el lloc de naixement d'Antinous, el favorit i pòstumament deïficat per l'emperador Hadrià, el qual va ser generós amb la ciutat, i per aquest motiu les monedes de la ciutat portaren el seu nom. L'emperador Teodosi II el Jove la nomenava capital d'una província nova, formada per Bitínia i Paflagònia, i anomenada per ell Honorias en honor de l'emperador Honori.

### Bisbat catòlic
Com Claudiopolis va ser una diòcesi de Bitínia. Era la metròpoli religiosa de la província. Michel Le Quien (Jo, 567) esmenta vint titulars de la diòcesi al segle iii; el primer és Sant Autonomus, màrtir amb Dioclecià; també Ignatius, un amic i corresponsal de Photius.

### L'era turca
El 1325, la ciutat era conquerida per l'Imperi Otomà, canviant el seu nom a l'actual. Del 1402 al 1423 fou possessió dels Isfendiyar-oğlu. El 1509 en fou governador el príncep Suleyman. Fins al 1602 fou un sandjak de l'eyalat d'Anadolu. Després fou un muhassillik fins al 1811, i un sandjak independent fins al 1864 quan passà a ser un sandjak dins del vilayat (província) de Kastamonu, amb 10.000 habitants, situació que va existir fins al 1909. Llavors fou una liwa separada fins que fou declarada wilayat el 1923.
Fou la base de la khilafet ordusu avortada l'abril de 1920. Del 17 al 19 de juliol de 1934 fou visitada per Ataturk i del 5 al 7 d'agost de 1939 per Ismet Inönü. El 26 de maig de 1857 va patir el seu pitjor terratrèmol.